# СИРИЗА — Прогрессивный альянс

Прежний логотип СИРИЗА (2012—2020)

«Коалиция радикальных левых — Прогрессивный альянс» (греч. Συνασπισμός Ριζοσπαστικής Αριστεράς - Προοδευτική Συμμαχία), «СИРИЗА — ПА» (ΣΥ.ΡΙΖ.Α. - Π.Σ.) — левая партия (ранее объединение партий левосоциалистической, еврокоммунистической, маоистской, троцкистской и экологической направленности) в Греции. Существует с 2004 года, в 2013 году преобразована в единую партию. 
Ранее крупнейшей составляющей Коалиции являлась партия «Синаспизмос» (Коалиция левых и экологических движений), следующими по численности были Коммунистическая организация Греции и Интернационалистическая рабочая левая. В тот период СИРИЗА была активистской силой, участвующей в уличных протестах и завоёвывающей популярность благодаря критике неолиберальной политики «жёсткой экономии» в условиях долгового кризиса после 2008 года.
На двух парламентских выборах 2012 года СИРИЗА уверенно занимала второе место, став главной партией оппозиции и сильнейшей силой левого политического спектра Греции; 22 мая 2012 года было принято решение о преобразовании коалиции в единую партию. Победила на выборах в Европейский парламент 2014 года, набрав 26,6 % голосов, и на парламентских выборах 25 января 2015 года, с результатом 36,34 %, получив 149 мест из 300 и сформировав правительство под руководством своего лидера Алексиса Ципраса в коалиции с «Независимыми греками», просуществовавшее до 20 августа 2015 года.
«Левая платформа» СИРИЗА, несогласная с принятием правительством Ципраса под давлением кредиторов пакета мер «жёсткой экономии», создала новую партию «Народное единство», в которую вошли 26 депутатов от СИРИЗА, включая экс-министра Панайотиса Лафазаниса и спикера парламента Зои Константопулу (в 2016 году основавшую собственную партию «Курс свободы»), а также депутат Европарламента Манолис Глезос. Также партию покинул бывший министр финансов Янис Варуфакис, создавший затем МЕРА25. Однако на выборах 25 сентября 2015 года СИРИЗА вновь показала победный результат (35,46 %) и стала правящей партией, а «Народное единство» не смогло пройти в парламент. 
СИРИЗА потеряла власть по итогам парламентских выборов 2019 года, а на выборах в мае и июне 2023 года ослабилась ещё больше, упав до 20,07 % и 17,83 % голосов соответственно. В результате последовавших отставки Ципраса и победы на выборах нового руководителя СИРИЗА Стефаноса Касселакиса партию охватил кризис: многие были недовольны избранием лидером некогда антикапиталистической партии банкира и его намерением сдвинуть её ещё дальше к центру. От СИРИЗА отклололись Группа 53+ «Зонтик» вокруг Эвклида Цакалотоса и группа «6+6» вокруг Эфи Ахциоглу, включая более 100 членов ЦК, 11 депутатов и 3 евродепутатов; большинство из них объявили о создании партии «Новые левые».

## История

### Предыстория
Образование Коалиции радикальных левых в 2004 году явилось результатом консолидации революционных левых Греции, несогласных со сталинистской линией Коммунистической партии Греции. В 1991 году Коалиция левых и экологических движений (Синаспизмос, Синасписмос, или СИН) была преобразована из электорального альянса в единую политическую партию, ставшую впоследствии ядром СИРИЗА. На парламентских выборах 2000 года к ней присоединилась «Обновлённая коммунистическая экологическая левая» (AKOA), правопреемница той части еврокоммунистической Коммунистической партии Греции (внутренней), которая не вошла в Синаспизмос при основании партии.
В 2001 году оформилось «Пространство для диалога за единство и совместные действия левых» (Χώρος Διαλόγου για την Ενότητα και Κοινή Δράση της Αριστεράς). «Пространство» объединило различные левые организации, разделявшие, несмотря на исторические и идеологические расхождения, единое видение по ряду вопросов, актуальных для Греции конца 1990-х годов: неприятие приватизации социальной сферы и национализированных предприятий, защита социальных и трудовых прав, осуждение Косовской войны и т. д. В рамках «Пространства» сложился единый фронт организаций, сотрудничавших в борьбе против неолиберальных реформ пенсионной сферы и социального страхования, противостоянии новым «антитеррористическим» законам, а также в подготовке греческой делегации альтерглобалистов к участию в международных протестах против саммита «Большой восьмёрки» в Генуе.
На местных выборах 2002 года левые вне КПГ сформировали ряд электоральных союзов, самый успешный из которых (в административном округе Аттика, гиперном Афины-Пирей) возглавил ветеран коммунистического и антифашистского движения Манолис Глезос, основавший объединение «Активные граждане». Будущие участники Коалиции радикальных левых также выступили соорганизаторами Греческого социального форума в рамках движения Европейского социального форума.

### Создание СИРИЗА

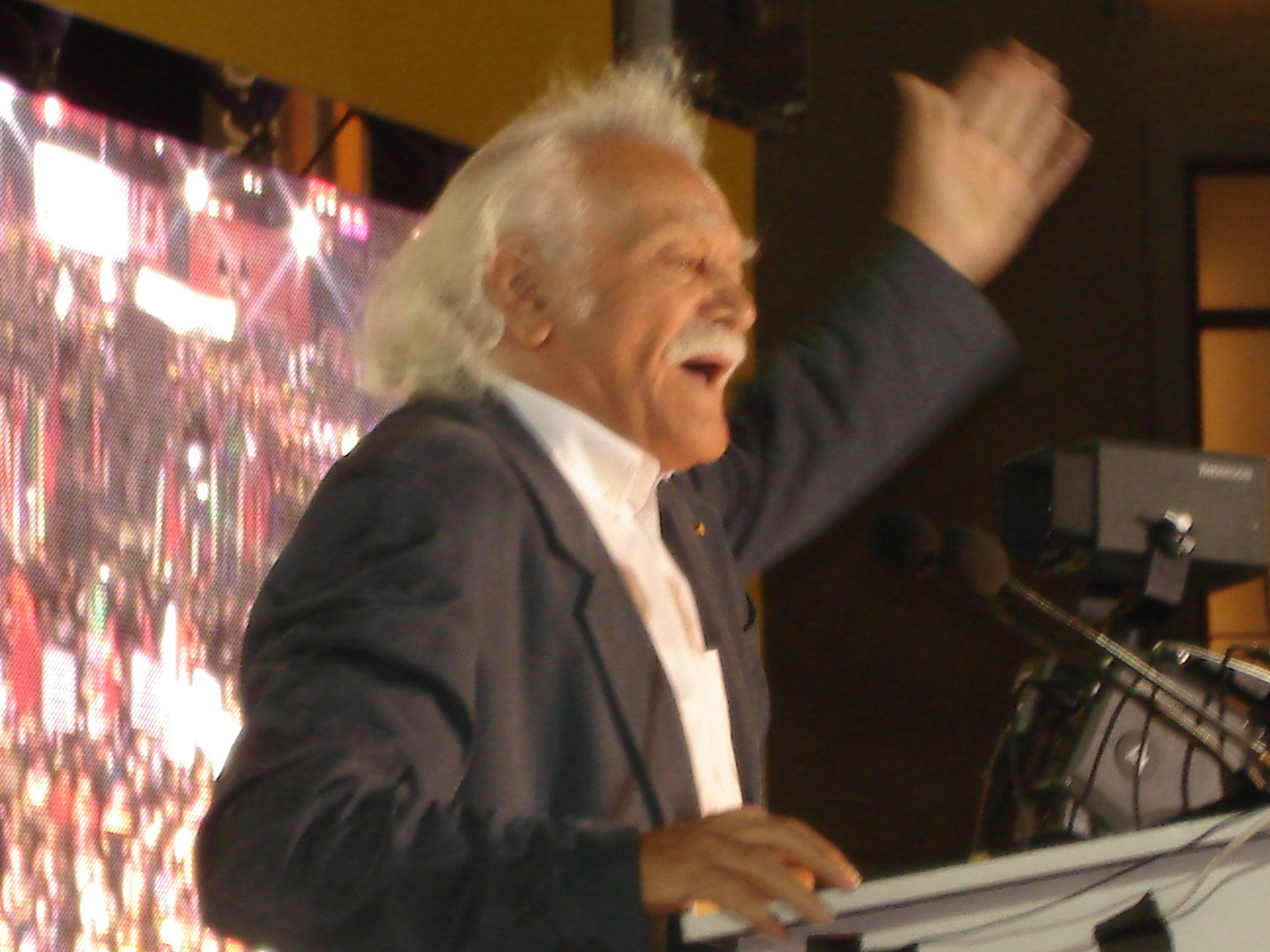
Манолис Глезос выступает на демонстрации Коалиции радикальных левых. Афины, 2007 год.

Результатом объединительных процессов стало формирование к январю 2004 года единой политической платформы, ставшей основой для Коалиции радикальных левых (СИРИЗА). В неё вошли все ключевые участники «Пространства», за исключением Коммунистической организации Греции (так, Интернационалистская рабочая левая вступила на условиях «Четырёх НЕТ»: нет войне, нет расизму, нет неолиберализму, нет левоцентристской политике). Изначально в Коалицию вошли:
- Синаспизмос (СИН);
- Обновлённая коммунистическая экологическая левая (AKOA);
- Движение за единство действий левых (ΚΕΔΑ);
- Интернационалистская рабочая левая (ΔΕΑ);
- «Активные граждане»;
- Независимые левые активисты.

### Кризис и возрождение

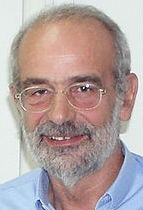
Алекос Алаванос

На парламентских выборах 2004 года за Коалицию проголосовало 241 539 человек (3,3 % общего количества избирателей). В парламент Греции прошли шесть представителей СИРИЗА, все из которых были членами крупнейшей партии Коалиции — Синаспизмос. Меньшие партии безуспешно требовали уступить одно из депутатских мест Яннису Баниасу из Обновлённой коммунистической экологической левой, что стало причиной нарастания трений внутри Коалиции.
Раскол по вопросу участия в СИРИЗА потряс Интернационалистскую рабочую левую: часть присоединилась к местной секции Четвёртого Интернационала — Организации коммунистов-интернационалистов Греции-Спартак (ΟΚΔΕ-Σπάρτακος). Наиболее близкие к Синаспизмос активисты, в свою очередь, отделились в отдельную партию «Красные» («Коккино»), также дружественную к ЧИ.
В результате, три месяца спустя парламентских выборов Синаспизмос пошёл на выборы в Европарламент 2004 года независимо, а часть его партнёров по СИРИЗА поддержали феминистский список «Женщины за другую Европу» (Γυναίκες για μια άλλη Ευρώπη).
Конец кризису Коалиции радикальных левых положил IV съезд Синаспизмос, проходивший в декабре 2004 года. На нём подавляющее большинство делегатов поддержало возрождение Коалиции. Новым председателем партии вместо Никоса Констатопулоса (в 2010 году возглавившего футбольный клуб «Панатинаикос») был избран активный сторонник широкого леворадикального объединения Алекос Алаванос.
Коалиция радикальных левых выступила основным организатором IV Европейского социального форума, состоявшегося в мае 2006 года в Афинах.

### Выборы 2007

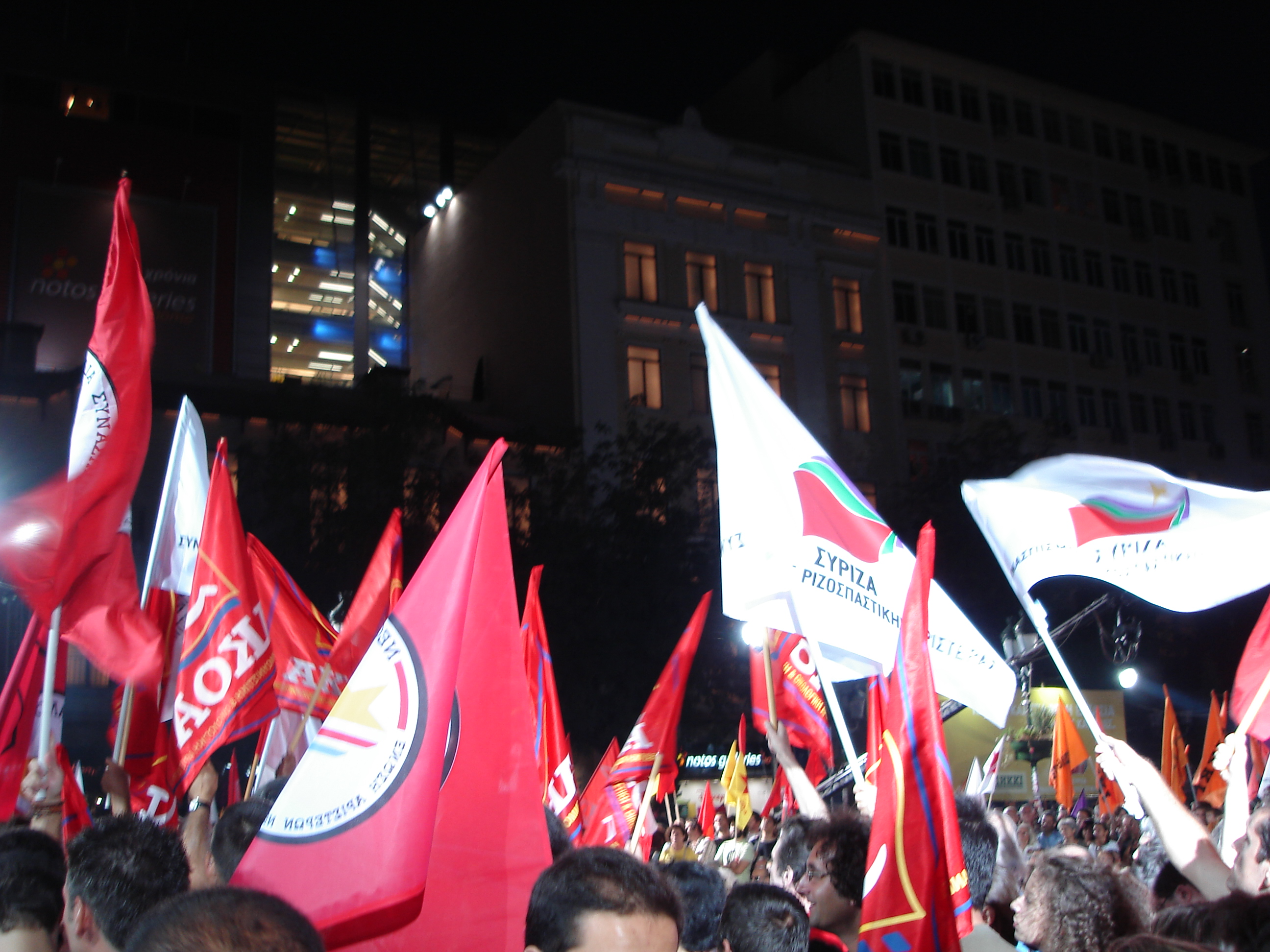
Флаги Синаспизмос, «Красных», ДИККИ и АКОА на демонстрации СИРИЗА. 2007 год.

22 июня 2007 года партии-участницы СИРИЗА подписали совместную Декларацию Коалиции радикальных левых, в которой очертили основы их политического союза и его предвыборную программу. Состав Коалиции расширился: в июне к ней присоединились маоисты из Коммунистической организации Греции, а в августе — энвайроменталисты из Экологического действия и левонационалистические социал-демократы из Демократического социального движения (ДИККИ). Однако Ареопаг (Кассационный суд Греции) не позволил включить название ДИККИ в состав избирательного союза СИРИЗА, что вызвало жёсткую критику как вмешательство в дела политического движения.
Наиболее крупные некоммунистические компоненты Коалиции участвовали в выборах и получали места в парламенте Греции: Союз демократического центра (вторая по численности партия после ухода черных полковников) и Движение за социал-демократию (имело сильные позиции в 1990-х годах).
Коалиция радикальных левых усилила свои позиции на парламентских выборах 16 сентября 2007 года: количество поданных за неё голосов возросло на 120 тысяч и достигло 5,04 %.
После того, как 27 ноября 2007 года Алаванос объявил, что не будет выдвигаться председателем Синаспизмос на ещё один срок, на его место на V съезде партии 10 февраля 2008 года был избран 33-летний Алексис Ципрас. Алаванос возглавил парламентскую фракцию СИРИЗА, а Ципрас остался в муниципалитете Афин.

### Протесты 2008—2010

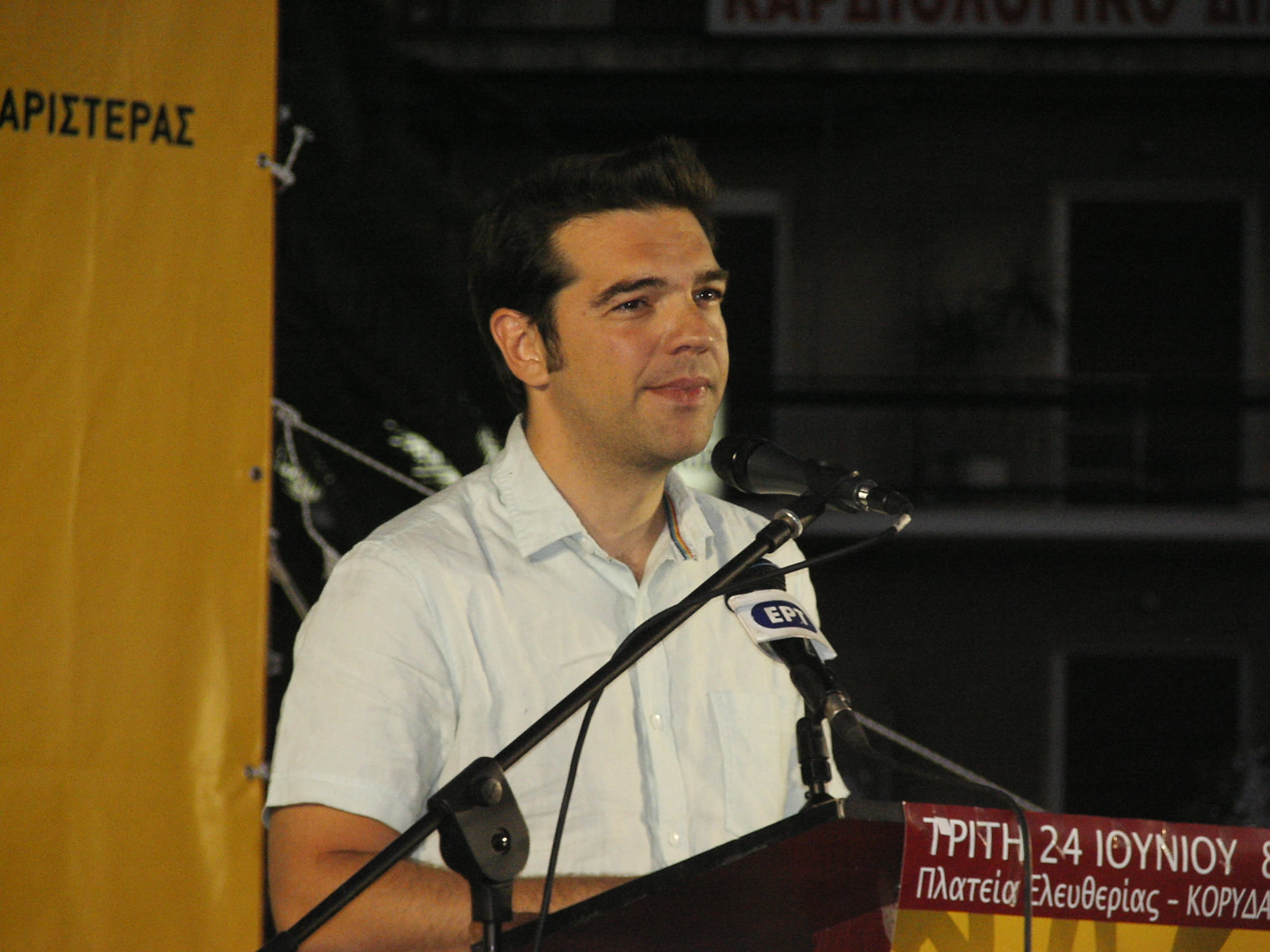
Бывший лидер Синаспизмос и СИРИЗА Алексис Ципрас

В июне 2008 года к Коалиции присоединилась местная секция КРИ — «Ксекинима — Социалистическая интернационалистская организация», ранее призывавшая поддержать СИРИЗА на выборах 2007 года. В 2006—2007 годах Ксекинима отличилась вовлечением в студенческие захваты университетов, направленные против коммерциализации образования.
В декабре 2008 года СИРИЗА была единственной парламентской силой, поддержавшей молодёжные акции протеста, начавшиеся после убийства полицией 15-летнего Александроса Григоропулоса. Активисты Коалиции участвовали в акциях совместно с анархистами, «Объединёнными антикапиталистическими левыми» (АНТАРСИЯ) и другими леворадикальными группами, в результате чего СИРИЗА была заклеймлена генсеком КПГ Алекой Папаригой за «покрывание» «людей в масках». На волне уличной активности Коалиции радикальных левых наблюдался стремительный рост её поддержки: социологические опросы накануне парламентских выборов 2009 года предрекали ей до 18,5 % голосов.
Однако внутренние разногласия не позволили СИРИЗА воспользоваться общественным энтузиазмом и выдвинуть серьёзную антикапиталистическую альтернативу ведущим партиям — Всегреческому социалистическому движению ПАСОК и «Новой демократии». Социал-демократическое крыло партии Синаспизмос — «Ананеотики» (фракция обновления) — стремилось к соглашению с ПАСОК; левое большинство и радикальные союзники партии по Коалиции выступили за формирование на базе СИРИЗА боевой революционной социалистической партии (с привлечением активистов КПГ и ультралевых движений).
Рейтинг Коалиции упал до 4,7 % на выборах в Европарламент 2009 года, и в Европейский парламент прошёл только один её кандидат (Никос Хунтис). Экс-председатель Синаспизмоса Алекос Алаванос объявил об уходе из парламента и не стал баллотироваться на следующих выборах.
К парламентским выборам 2009 года электоральная поддержка Коалиция радикальных левых стабилизировалась на уровне 4,6 %. СИРИЗА провела в парламент 13 депутатов. Четверо из них, входившие во фракцию «Ананеотики» (включая опытного политика Фотиса Кувелиса и диджея Григориса Псарианоса), объявили себя независимыми вскоре после раскола на VI съезде Синаспизмос (июнь 2010 года). Съезд отказался выполнить требование фракции насчёт роспуска СИРИЗА, в ответ на что та вышла из Синаспизмос и под началом Кувелиса сформировала новую партию — Демократические левые (своими принципами последние провозгласили реформизм и евроинтеграцию).
На протяжении 2009—2010 годов Коалиция радикальных левых резко выступает против антисоциальных мер правительства, направленных на погашение внешнего долга, являясь одним из организаторов общенациональной забастовки и демонстраций протеста греческих рабочих и студентов. Широкий резонанс приобрело, в частности, участие в манифестациях 87-летнего Манолиса Глезоса, 4 марта 2010 г. пострадавшего от применения полицейскими слезоточивого газа, пущенного прямо в лицо герою Сопротивления.
На местных выборах 2010 года СИРИЗА в среднем по стране показала результат в 4,5 %, хотя некоторые кандидаты от неё (Алекос Алаванос, поддержанный в Аттике КОЕ, ΔЕА и КЕΔА) прошли как независимые.
Организации, входящие в СИРИЗА (ДИККИ, КЕДА), работают также внутри профсоюзных объединений — Всерабочего боевого фронта Греции (ПАМЕ), связанного с КПГ, и Генеральной конфедерации греческих рабочих. Особое внимание уделяется молодёжи и социальным движениям. «Левое единство» объединяет несколько левых студенческих организаций, поддерживающих линию Коалиции радикальных левых.

### Выборыв мае 2012 года
На досрочных парламентских выборах, состоявшихся 6 мая 2012 года, список СИРИЗА возглавлял Манолис Глезос. Коалиция радикальных левых неожиданно вырвалась вперёд и заняла второе место, набрав более миллиона голосов (16,78 %) и оттеснив ПАСОК на третье место. 8 мая СИРИЗА получила от президента Греции поручение сформировать правительство в течение трёх дней, поскольку это не удалось консервативно-либеральной «Новой демократии», набравшей 18,85 % и занявшей первое место на выборах. Лидер организации Алексис Ципрас заявил о создании коалиционного правительства левых сил, что вряд ли удастся, учитывая жесткий отказ КПГ и недостаточное общее число мест, полученных другими левыми.
Коалиция радикальных левых выдвинула «10 пунктов» действий (или скорее принципов) этого будущего правительства, заключающихся в недопущении мер «жёсткой экономии», приостановлении выплат по внешней задолженности Греции и т. д. При условии того, что даже вместе с местами, полученными КПГ, отказавшейся от вступления в коалицию с кем-либо, левые не получают большинства в парламенте, реальность осуществления этой программы крайне маловероятна и сама программа является скорее рекламным трюком (к отказу от членства в ЕС СИРИЗА не призывает, при реализации же этой программы Греции несомненно придётся покинуть Евросоюз).
10 мая СИРИЗА отказалась от формирования правительства, передав это право ПАСОК.

### Выборы в июне 2012 года
На выборах 17 июня 2012 года Коалиция радикальных левых получила 26,89 % голосов, или 71 место в Парламенте.
«Между выборами СИРИЗА отказалась от ряда радикальных лозунгов и в итоге получила большое количество голосов, заняв второе место. Её поддержали в основном народные массы, напуганные изгнанием из еврозоны и поверившие в то, что меры могут быть предотвращены без столкновения посредством переговоров… [СИРИЗА] развивается в современную центристскую партию», — отмечала Алека Папарига в окт. 2012 года..

### Преобразование в единую партию
В первой половине июля 2013 года во время партийной конференции было принято решение о преобразовании организации из коалиции в единую партию. Во главе движения опять встал Алексис Ципрас, переизбранный 74 % голосов.

### Парламентские выборы 2015 года

#### Январь
После того, как парламент 2012 года не смог выбрать президента в декабре 2014 года, он был распущен. Внеочередные выборы состоялись 25 января 2015 года, на них СИРИЗА набрала 36 процентов, получив 149 мест из 300. В списках коалиции были представители бывших левых демократов, партии «Экологические зелёные» и членов ПАСОК, голосовавших против кредитного соглашения.

#### Сентябрь
Ципрас обещал грекам отказаться от помощи Евросоюза, если эта помощь потребует продолжения режима жёсткой экономии. Однако став премьером продолжил политику предшественников. Решение Ципраса возмутило некоторых поклонников и соратников. В результате премьер лишился большинства в парламенте и вынужден был проводить новые досрочные выборы, которые опять привели к власти его же партию — только уже без радикалов. 20 августа премьер-министр Греции Алексис Ципрас объявил о своей отставке и призвал провести досрочные парламентские выборы. 28 августа президент Греции назначил выборы на 20 сентября 2015 года. Партия получила 35,46 % и 145 мест.

## Программа
Вскоре после победы на парламентских выборах 2015 года была опубликована программа реформ партии СИРИЗА, состоящая из 40 пунктов. Программа предусматривает отмену режима строгой экономии, наложенного на Грецию странами Евросоюза.
13 сентября 2014 года партия презентовала новую фискально выверенную «Салоникскую программу», разбитую на четыре блока: борьба с гуманитарным кризисом; перезапуск экономики и налоговая справедливость; национальный план по восстановлению занятости; трансформация политической системы в направлении демократизации.

## Критика

### Слева
Несмотря на призывы СИРИЗА к единству действий левых (включая КПГ и АНТАРСИЯ) и созданию левого правительства, Коалиция является одной из основных мишеней критики со стороны Коммунистической партии Греции:
- В 2009 году Компартия Греции критиковала Коалицию за участие в «общественном диалоге» правительства социал-демократической партии ПАСОК, «которое во имя кризиса и обеспечения необходимой прибыльности капитала готово принять серию антинародных мер в ущерб социальным, страховым и трудовым правам трудящихся». «В целом СИРИЗА, выдвигая т. н. левое альтернативное предложение, выступает как ударная сила для дезориентации народных слоев, ищущих выход из сложившегося положения» (член ПБ ЦК КПГ Георгиос Маринос, дек. 2009)[15].
- Генсек КПГ Алека Папарига, отвергая предложение СИРИЗА по сотрудничеству с КПГ на парламентских выборах в Греции 2012 года, привела факты сотрудничества СИРИЗА с буржуазными политическими силами, среди прочего указывая, что когда на местных выборах 2010 г. на острове Икария, где КПГ показывает высокие результаты на выборах (остров был местом ссылки коммунистов), «СИРИЗА сплотился с НД, ПАСОК и со всеми другими, чтобы не был избран коммунист»[16]: кандидат-коммунист получил 43,9 % голосов и проиграл единому кандидату всех остальных политических сил[17].
- Рядом французских коммунистов утверждается, что СИРИЗА представляет собой «новое обличье» социал-демократии, прикрытое «леворадикальной» фразой, что обосновывается, в частности, письмом лидера СИРИЗА А. Ципраса Ж. М. Баррозу и лидерам стран ЕС с предложением «спасения Греции и Европы»[18], в котором предлагается сотрудничество с крупным капиталом, включение в «левое правительство» правой группы «Независимых греков», утверждается необходимость гарантии сохранения ЕС со стороны левых и пр. при отсутствии внятной «левой» экономической программы и заменой её некими нечеткими «ультралевыми» лозунгами, которые легко можно будет отбросить при необходимости.

### Справа
Программу СИРИЗА критикуют также наблюдатели либерального направления. Так влиятельный британский еженедельник The Economist, выражает опасение, что планируемые коалицией действия, такие как возвращения на работу 12 000 госслужащих, отказ от приватизации и резкое повышение минимальной зарплаты перечеркнут все конкурентные преимущества Греции, достигнутые за годы реформ. По мнению издания, новому премьеру Греции следует отбросить «безумный социализм» (crazy socialism) и продолжить структурные реформы экономики, которые могут облегчить списание внешнего долга. Журнал также полагает, что новая власть может удовлетворить свои «левацкие инстинкты» путём разрушения олигополий и борьбы с коррупцией. Сочетая макроэкономические послабления с реформами на микроуровне, Греция, по мнению The Economist, могла бы подать позитивный пример другим странам Южной Европы, таким как Италия и даже Франция. В противном случае, велика опасность выхода Греции из зоны евро (см. Grexit) с катастрофическими последствиями, такими как лопнувшие банки, ступор финансовой системы, снижение доходов населения, дальнейший рост безработицы и, в перспективе, выход из ЕС.

## Бывший состав
На протяжении существования СИРИЗА как коалиции (до преобразования в единую партию в 2013 году) в неё входили:
| Название партии                                                 | Сокращение              | Идеология                                                                                             |
| --------------------------------------------------------------- | ----------------------- | --- |
| «Активные граждане»                                             | Ενεργοί Πολίτες         | демократический социализм, антифашизм                                                                 |
| Антикапиталистическая политическая организация                  | ΑΠΟ                     | коммунизм, троцкизм                                                                                   |
| «Вторая волна»                                                  | 2ο Κύμα                 | |
| Движение за единство действий левых                             | ΚΕΔΑ                    | коммунизм, марксизм-ленинизм (откол от КПГ)                                                           |
| Демократическое социальное движение                             | ΔΗΚΚΙ                   | социал-демократия, демократический социализм, евроскептицизм                                          |
| Интернационалистическая рабочая левая                           | ΔΕΑ                     | революционный социализм, коммунизм, троцкизм (откол от Международной социалистической тенденции)      |
| Коммунистическая организация Греции                             | ΚΟΕ                     | коммунизм, маоизм (участвует в Международных конференциях марксистско-ленинских партий и организаций) |
| Коммунистическая платформа Греции                               | Κομμουνιστική Πλατφόρμα | коммунизм, троцкизм (секция Международной марксистской тенденции)                                     |
| «Красные»                                                       | Κόκκινο                 | коммунизм, троцкизм (наблюдатель в Воссоединённом Четвёртом интернационале)                           |
| «Ксекинима — Социалистическая интернационалистская организация» | Ξεκίνημα                | марксизм, троцкизм (Комитет за рабочий интернационал)                                                 |
| «Новый борец» — Сеть левых социалистов                          | Νέος Αγωνιστής          | демократический социализм (бывшая левая фракция ПАСОК)                                                |
| Обновлённая коммунистическая экологическая левая                | AKOA                    | еврокоммунизм, экосоциализм                                                                           |
| «Ризопастис» («Радикалы»)                                       | Ριζοσπάστες             | демократический социализм, патриотизм                                                                 |
| Леворадикальная группа «Роза»                                   | ΡΟΖΑ                    | социальные движения, люксембургианство, автономизм                                                    |
| Синаспизмос                                                     | ΣΥΝΑΣΠΙΣΜΟΣ, ΣΥΝ        | неомарксизм, демократический социализм, еврокоммунизм, альтерглобализм, экосоциализм                  |
| Союз демократического центра                                    | EΔIK                    | социал-либерализм, венизелизм, левоцентризм                                                           |
| Унитарное движение                                              | Ενωτική Κίνηση          | демократический социализм, социал-демократия (откол от ПАСОК)                                         |
| Экосоциалисты Греции                                            | Οικοσοσιαλιστές         | экосоциализм, зелёная политика                                                                        |

Большая часть вошедших в СИРИЗА мелких леворадикальных партий (левее Синасписмос) и их членов покинули её ряды по мере принятия партийным руководством и правительством Ципраса требований кредиторов.